# Lao Securities Exchange
La Lao Securities Exchange (LSX) è la principale borsa valori del Laos, situata nella capitale Vientiane. Le aziende sulla Lao Security Exchange hanno raccolto più di 6,7 trilioni di LAK (circa 750 milioni di dollari)

## Storia
Un primo team per la creazione della Borsa viene costituita negli uffici di fronte al Don Chanh Palace Hotel, in attesa che siano completati i lavori dell'edificio ufficiale. La creazione della nuova borsa valori del Laos ha richiesto 3 anni.
Nel 2010, il governo laotiano ha cercato supporto tecnico e finanziario dalla Corea del Sud (Korea Exchange ha una quota del 49 percento nella LSX), nonché consigli dalla vicina Thailandia, per aiutare a costruire la borsa. La costruzione dell'edificio in vetro è costata 10 milioni di dollari.  La Borsa viene creata definitivamente il 10 ottobre 2010. La sua quotazione inizia l'11 gennaio 2011 con l'introduzione di due titoli: EDL Generation-Public Company, la filiale della società pubblica di produzione di elettricità Électrcité du Laos, e la Banca per il commercio estero del Laos (BCEL), la più grande banca del paese. Il primo giorno vengono scambiati 265.000 dollari. Nel 2015, Bangkok Bank è stata autorizzata ad agire come agente di gestione e negoziazione per le attività di LSX. 
Nel febbraio 2017, la Lao Cement diventa la settima azienda ad aderire agli indici LSX. Nell'aprile 2017, l'exchange ha dimezzato le sue commissioni. L'LSX sta espandendo l'orario di negoziazione da 2 ore e mezza a 4 ore al giorno. Dal 2011 al 2018, la Borsa ha quotato solo 7 società, i metodi di governance opachi delle società laotiane sono tuttavia un ostacolo alla loro indicizzazione nell'LSX.